# Lotta ai I Giochi europei
Le gare di lotta ai I Giochi europei sono state disputate a Baku dal 13 al 20 giugno 2015.

## Programma
| CO | Cerimonia d'aperura | ● | Comompetizioni | 1 | Finali | CC | Cerimonia di chiusura |

| Giugno | Giugno | 12 | 13 | 14 | 15 | 16 | 17 | 18 | 19 | 20 | 21 | 22 | 23 | 24 | 25 | 26 | 27 | 28 | Eventi |
| ------ | ------ | -- | -- | -- | -- | -- | -- | -- | -- | -- | -- | -- | -- | -- | -- | -- | -- | -- | ------ |
| Lotta  | Lotta  | CO | 2  | 2  | 2  | 2  | 2  | 2  | 3  | 3  |    |    |    |    |    |    |    | CC | 18     |

## Podi

### Maschili
| Specialità         | Oro                        | Argento                | Bronzo                                    |
| Lotta greco-romana |                            |                        |                                           |
| 59 kg              | Stepan Marjanjan           | Soslan Daurov          | Elman Mukhtarov Tarik Belmadani           |
| 66 kg              | Artëm Surkov               | Migran Arutyunyan      | Hasan Aliyev István Lévai                 |
| 71 kg              | Rasul Chunayev             | Bálint Korpási         | Dominik Etlinger Frank Stäbler            |
| 75 kg              | Elvin Mursaliyev           | Viktor Nemeš           | Dmytro Pyškov Čingiz Labazanov            |
| 80 kg              | Evgenij Saleev             | Rafig Huseynov         | Daniel Aleksandrov Viktar Sasunouski      |
| 85 kg              | Davit Čakvetadze           | Žan Belenjuk           | Ramsin Azizsir Metehan Başar              |
| 98 kg              | Islam Magomedov            | Dimitrij Timčenko      | Mélonin Noumonvi Cenk İldem               |
| 130 kg             | Rıza Kayaalp               | Sabahi Shariati        | Heiki Nabi Ioseb Chugoshvili              |
| Lotta libera       |                            |                        |                                           |
| 57 kg              | Viktor Lebedev             | Marcel Ewald           | Alexandru Chirtoacă Sezar Akgül           |
| 61 kg              | Aleksandr Bogomoev         | Beka Lomtadze          | Haji Aliyev Vasyl' Šuptar                 |
| 65 kg              | Toğrul Əsgərov             | Frank Chamizo          | Mustafa Kaya Il'jas Bekbulatov            |
| 70 kg              | Magomedrasul Gazimagomedov | Magomiedmurad Gadżyjew | Yakup Gör Ruslan Dibirgadzhiyev           |
| 74 kg              | Aniuar Geduev              | Soner Demirtaş         | Cəbrayıl Həsənov Jumber Kvelashvili       |
| 86 kg              | Abdulrašid Sadulaev        | Piotr Ianulov          | Radosław Marcinkiewicz Sandro Aminashvili |
| 97 kg              | Khetag Gazyumov            | Elizbar Odikadze       | Valerii Andriitsev Abdusalam Gadisov      |
| 125 kg             | Taha Akgül                 | Aliaksei Shamarau      | Jamaladdin Magomedov Geno Petriashvili    |

### Femminili
| Specialità   | Oro                    | Argento            | Bronzo                                  |
| Lotta libera |                        |                    |                                         |
| 48 kg        | Mariya Stadnyk         | Elitsa Yankova     | Iwona Matkowska Valentina Islamova Brik |
| 53 kg        | Anzhela Dorogan        | Roksana Zasina     | Merve Kenger Nadzeya Shushko            |
| 55 kg        | Sofia Mattsson         | Katarzyna Krawczyk | Evelina Nikolova Natalya Sinishin       |
| 58 kg        | Emese Barka            | Tetyana Lavrenchuk | Grace Bullen Elif Jale Yeşilırmak       |
| 60 kg        | Marianna Sastin        | Svetlana Lipatova  | Veranika Ivanova Taybe Yusein           |
| 63 kg        | Valeriia Lazinskaia    | Yuliia Tkach       | Maryla Mamashuk Anastasija Grigorjeva   |
| 69 kg        | Alina Stadnik Makhynia | Ilana Kratysh      | Natalia Vorobeva Aline Focken           |
| 75 kg        | Vasilisa Marzaliuk     | Ekaterina Bukina   | Malder Unda Gonzalez Svetlana Saenko    |

## Medagliere
| Pos.   | Paese       | Oro | Argento | Bronzo | Totale |
| ------ | ----------- | --- | ------- | ------ | ------ |
| 1      | Russia      | 11  | 2       | 5      | 18     |
| 2      | Azerbaigian | 6   | 2       | 7      | 15     |
| 3      | Turchia     | 2   | 1       | 7      | 10     |
| 4      | Ungheria    | 2   | 1       | 0      | 3      |
| 5      | Ucraina     | 1   | 4       | 3      | 8      |
| 6      | Bielorussia | 1   | 2       | 5      | 8      |
| 7      | Svezia      | 1   | 0       | 0      | 1      |
| 8      | Polonia     | 0   | 3       | 2      | 5      |
| 9      | Georgia     | 0   | 2       | 3      | 5      |
| 10     | Germania    | 0   | 1       | 3      | 4      |
| -      | Bulgaria    | 0   | 1       | 3      | 4      |
| 12     | Moldavia    | 0   | 1       | 2      | 3      |
| 13     | Israele     | 0   | 1       | 0      | 1      |
| -      | Italia      | 0   | 1       | 0      | 1      |
| -      | Serbia      | 0   | 1       | 0      | 1      |
| -      | Armenia     | 0   | 1       | 0      | 1      |
| 17     | Francia     | 0   | 0       | 2      | 2      |
| 18     | Croazia     | 0   | 0       | 1      | 1      |
| -      | Slovacchia  | 0   | 0       | 1      | 1      |
| -      | Estonia     | 0   | 0       | 1      | 1      |
| -      | Spagna      | 0   | 0       | 1      | 1      |
| -      | Lettonia    | 0   | 0       | 1      | 1      |
| -      | Norvegia    | 0   | 0       | 1      | 1      |
| Totale | Totale      | 24  | 24      | 48     | 96     |